# Cristeros (Jalisco)
Cristeros es una localidad del estado mexicano de Jalisco. Es parte del municipio de Lagos de Moreno. Fue fundada el 15 de julio de 2009.

## Demografía
| Censo | Población |
| ----- | --------- |
| 2010  | 3 592     |
| 2020  | 3 073     |